# Takashi Shirōzu
Takashi Shirōzu (白水 隆, Shirōzu Takashi), né le 14 septembre 1917 à Fukuoka – décédé le 2 avril 2004, est un entomologiste japonais spécialiste des Lépidoptères.
Il est l'auteur de Butterflies of Formose in Colour, chez Hoikusha (1960), Early Stages of Japanese Butterflies in Colour, chez Hoikusha (avec Akira Hara, 1960) et Butterflies of Japan Illustrated in Colour, chez Hokuryu-kan (1964).
Il a également publié de nombreux articles scientifiques décrivant de nouvelles espèces de papillons.
Takashi Shirozu est professeur émérite de l'Université de Kyūshū et président d'honneur de la « Société japonaise des Lépidoptères ».